# Condé-lès-Autry
Condé-lès-Autry település Franciaországban, Ardennes megyében. Lakosainak száma 64 fő (2022. január 1.). Condé-lès-Autry Autry, Lançon, Binarville, Cernay-en-Dormois és Servon-Melzicourt községekkel határos.

## Népesség
A település népességének változása:
| Lakosok száma | 106  | 72   | 68   | 75   | 78   | 74   | 67   | 65   | 63   | 64   |
|               | 1968 | 1982 | 1990 | 2006 | 2013 | 2015 | 2017 | 2019 | 2020 | 2022 |